# دشت هویج

نمایی از کوه‌های اطراف دشت هویج

دشت هویج تهران یا گُرچال نام دشتی واقع در البرز مرکزی ، بخش لواسانات شهرستان شمیران در استان تهران است. 

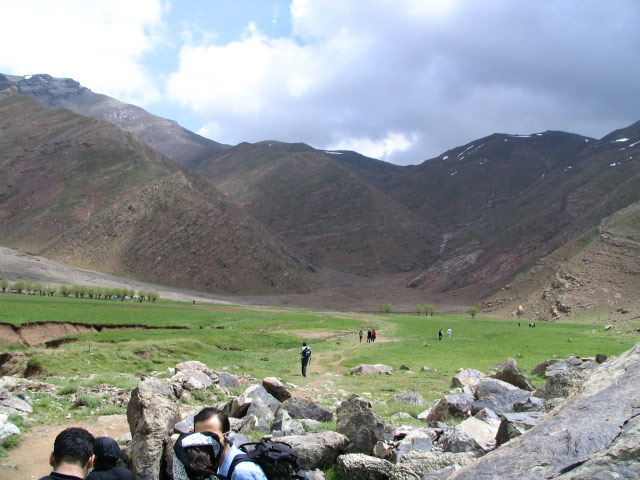
دشت هویج، دید از ضلع جنوب به شمال

این دشت در ارتفاع ۲۵۰۰ متری از سطح دریا و در بالای روستای افجه در نزدیکی لواسان قرار گرفته و گفته می‌شود در گذشته در آن هویج کشت می‌شده‌است، هر چند که امروزه اثری از هویج در آن یافت نمی‌شود. هم اکنون نیز دهقانان افجه به کشت محصولات مختلف کشاورزی در آن مبادرت می‌ورزند و وجود باغ‌های گیلاس نیز در آن مشهود است.
در ضلع شمالی دشت، گردنه افجه بشم قرار دارد که راهی مالرو در آن موجود است؛ این راه، افجه و دشت هویج را به دشت لار لواسانات و دیگر ارتفاعات البرز مرکزی مرتبط می‌سازد. روایت است که ناصرالدین شاه و دیگر شاهان قاجار از این گردنه برای رفت و آمد با کالسکه به دشت لار و سایر ییلاق‌های آن نواحی استفاده می‌کرده‌اند. به این مسیر مالرو که در برخی جاها حالت سنگفرش دارد راه شاه عباسی نیز میگویند.
از قله‌های مجاور دشت می‌توان از قلهٔ ریزان (۳٬۶۵۰ متر)، پرسون (۳٬۱۰۰ متر)، آتشکوه (۳٬۸۵۰ متر) و مهرچال (۳۹۲۰ متر) نام‌برد.

## وجه تسمیه
وجه تسمیه این دشت با گُرچال از ترکیب دو نام گُر + چال گرفته شده‌است.
گُر یا آگِر در گویش ایرانیان باستان به معنای آتش (هنوز هم واژه گُر گرفتن به معنی شعله‌ور شدن آتش در زبان پارسی به کار می‌رود) و چال نیز به معنای جایگاه بوده‌است که این دشت را در گذشته گرچال به معنای جایگاه آتش یا آتشدان می‌نامیده‌اند. گمان بر این است که علت این نامگذاری گرمتر بودن این دشت نسبت به قله‌های پیرامون دشت است.
| به دشتی که گرچال باشد به نام |  | بیامد ز پی مردم نیکنام         |
| کمر بسته کوههای سترگ         |  | به آبشخورش مرغ و میش است و گرگ |